# Hermínio Bello de Carvalho
Hermínio Bello de Carvalho, né le 28 mars 1935 à Rio de Janeiro, est un compositeur, producteur de musique, écrivain et poète brésilien.

## Biographie
Hermínio Bello de Carvalho naît le 28 mars 1935 à Rio de Janeiro.
Il commence sa carrière professionnelle en 1951 en tant que reporter et chroniqueur de disques pour le magazine Rádio-entrevista, puis collabore aux magazines O Cruzeiro (International), Leitura et Revista da Música Popular (de Lucio Rangel).
En 1958, il commence également à travailler à la radio, à l'invitation de Mozart Araujo. Il produit des centaines de programmes pour Rádio MEC, tels que Violão de ontem e de hoje, Reminiscências do Rio de Janeiro, Retratos musicais, Orquesta de Sopros et Concertos para a Juventude.
Il écrit l'opéra populaire João Amor e Maria, mis en scène au Teatro Jovem (RJ) en 1966. Avec Antônio Carlos de Brito (Cacaso (pt)) et Maurício Tapajós, il compose la bande sonore du spectacle, dont la direction générale est assurée par Kleber Santos et Nelson Xavier, la direction musicale par Maurício Tapajós, les décors par Marcos Flaksman et la distribution par Betty Faria, José Wilker, Fernando Lébeis, José Damasceno, Cecil Thiré et le quatuor vocal MPB-4.
Dans les années 1970, il collabore au journal Pasquim. À cette époque, il produit plusieurs programmes pour TVE, tels que les séries Água Viva, Mudando de Conversa, Lira do Povo et Contra-luz, qui enregistrent exclusivement un secteur très spécifique de la musique populaire brésilienne, composé d'artistes tels que Radamés Gnattali, Elizeth Cardoso, Dorival Caymmi, Cartola, Aracy de Almeida, Nelson Cavaquinho, Clementina de Jesus et Padeirinho, parmi d'autres.
En tant que metteur en scène-scénariste, il écrit les spectacles anthologiques Rosa de Ouro (1965), qui lance Clementina de Jesus et Paulinho da Viola sur la scène artistique, et Elizeth Cardoso, Jacob do Bandolim, Zimbo Trio e o Época de Ouro (1968), ainsi que les comédies musicales É a maior (1970), avec Marlene, en partenariat avec Fauzi Arap (coauteur et metteur en scène du spectacle), Festa Brasil (Europe, États-Unis et Canada), Face à Faca (1974), avec Simone, Te pego pela palavra (1975), avec Marlene, Caymmi em Concerto (1985), Chico Buarque de Mangueira (1998) et d'autres avec Herivelto Martins, Radamés Gnattali & Camerata Carioca et Luiz Gonzaga.
Il est également chargé de créer des projets culturels et des programmes éducatifs.
Il participe au projet Seis e meia (1976), conçu par Albino Pinheiro, qui sert de modèle au Projet Pixinguinha (Funarte/1977), visant à créer de nouveaux publics grâce à des billets subventionnés pour les spectateurs à faibles revenus. Toujours dans cette institution, il met en œuvre le Projet Lúcio Rangel pour les monographies, dans le but d'élargir la bibliographie sur la musique brésilienne, alors peu abondante (30 titres publiés), le Projet Almirante, avec des auteurs exclus du circuit commercial (avec un nombre égal de disques, qui sont réédités sur CD par l'intermédiaire de la Fondation culturelle Itaú), le Projet Radamés Gnattali, pour soutenir la pratique d'ensemble, et le Projet Ayrton Barbosa, pour publier des partitions, parmi d'autres projets de recherche et de documentation, guidés par des politiques d'occupation d'espaces et de formation de nouvelles ressources humaines dans le domaine de la production musicale, dans le but d'enregistrer, de mémoriser et de récupérer des collections. Il suggère également à Roberto Parreira la création des salles Funarte, dont l'une porte le nom du compositeur Sidney Miller. Il crée le Centre de la mémoire de Mangueira, qui est ensuite mis en œuvre par la Fondation Roberto Marinho sous le nom de Memória em Verde e Rosa
Dans le domaine phonographique, il est responsable de la production musicale de plusieurs disques, tels que Gente da Antiga (Pixinguinha, João da Bahiana et Clementina de Jesus), Elizeth sobe o morro, Mangueira : samba de terreiro e outros sambas et d'autres titres de Clementina de Jesus, Paulinho da Viola, Simone, Isaurinha Garcia, Elizeth Cardoso, Radamés Gnattali, Raphael Rabello, Camerata Carioca, Roberto Ribeiro, Elza Soares et Zezé Gonzaga (Doce veneno, avec des chansons de Valzinho), entre autres artistes.
Il est vice-président de Sombrás (sous la direction d'Antônio Carlos Jobim), une organisation qui lutte pour la moralisation du système des droits d'auteur.
Il est licencié de Rádio MEC pendant la dictature militaire, puis de TVE sous le gouvernement Collor.
En tant qu'écrivain et poète, il publie 13 livres, dont Chove azul em teus cabelos, Ária e percussão, Novíssima poesia brasileira, Poemas do amor maldito, Amor, arma branca, Mudando de Conversa (Editora Martins Fontes), Villa-Lobos & a MPB (Editora Espaço e Tempo), Cartas cariocas para Mário de Andrade, avec une couverture d'Oscar Niemeyer (Editora Folha Sêca), Sessão passatempo (Ed. Relume Dumará) et le recueil de poèmes Contradigo (Ed. Folha Sêca/1999).
Ses poèmes sont inclus dans des anthologies telles que Novíssima poesia brasileira, organisée par Walmir Ayala, et Poemas do amor maldito, sélectionnée par Gasparino Damata, aux côtés de Vinicius de Moraes, Cecília Meirelles et Carlos Drummond de Andrade.
En 1999, il met en scène les spectacles Clássicas, avec Zezé Gonzaga et Jane Duboc, et Sessão Passatempo, avec Carol Saboya. La même année, il lance une édition revue et augmentée du livre Cartas cariocas para Mário de Andrade.
Parmi ses partenaires figurent Pixinguinha, Radamés Gnattali, Paulinho da Viola, Maurício Tapajós, Roberto Frejat, Chico Buarque, Cartola, Dona Ivone Lara, Baden Powell, Cristóvão Bastos, Francis Hime, Élton Medeiros, Martinho da Vila, Rildo Hora et Sueli Costa, entre autres auteurs, ainsi que le compositeur classique uruguayen Guido Santorsola, pour lequel il écrit les vers du triptyque Angústia, solidão e morte (pour voix soliste et orchestre symphonique).
La liste des interprètes de ses compositions comprend des artistes et des groupes tels que Isaurinha Garcia, Marlene, Elizeth Cardoso, Cyro Monteiro, Dalva de Oliveira, Zezé Gonzaga, Carmen Costa, Dóris Monteiro, Noite Ilustrada, Alaíde Costa, Roberto Silva, Wanderléa, MPB4, Quarteto em Cy, Elza Soares, Gal Costa, Caetano Veloso, Maria Bethânia, Elba Ramalho, Cristina Buarque, Ney Matogrosso, Zélia Duncan, Simone, Zizi Possi, Emílio Santiago, Jane Duboc, Clara Nunes, Zé Renato et Ed Motta, entre autres.
En 2000, il refuse l'Ordre du mérite culturel qui lui est décerné par le ministère de la culture.
En 2011, dans le cadre d'un partenariat entre l'Institut culturel Cravo Albin et le label Discobertas, le coffret 100 Anos de Música Popular Brasileira est publié. Il contient quatre doubles CD dont l'audio est restauré par Marcelo Fróes à partir de la collection de huit vinyles de la série du même nom produite par Ricardo Cravo Albin en 1975, avec des enregistrements rares des émissions radiophoniques MPB 100 ao vivo réalisées dans l'auditorium de la Rádio MEC en 1974 et 1975. Le compositeur apparaît dans le volume 7 du coffret, avec sa chanson Alvorada (c/ Cartola et Carlos Cachaça), interprétée par Cartola, et dans le volume 8 du coffret, avec sa chanson Rosa de Ouro (c/ Elton Medeiros et Paulinho da Viola), interprétée par Beth Carvalho.
En 2015, le label Biscoito Fino publie la compilation Isso que é viver pour commémorer le 80e anniversaire d'Hermínio Bello de Carvalho.
En juillet 2023, il sort l'album Cataventos.